# Палац CEC
Палац CEC (рум. Palatul CEC) — палац у Бухаресті, Румунія, побудований між 8 червня 1897 та 1900 роками, розташований на вулиці Каля Вікторієй навпроти Національного музею історії Румунії, є штаб-квартирою CEC Bank.

## Історія
До будівництва палацу на цьому місці знаходилися руїни монастиря (Святого Іоанна Великого) і прилеглого до нього заїжджого двору. Церква 16-го століття була відремонтована Константіном Бринковяну між 1702 і 1703 роками, але згодом занепала і була знесена в 1875 році.
Палац був побудований як нова штаб-квартира для найстарішого банку Румунії, державної ощадної установи Casa de Depuneri, Consemnațiuni și Economie, пізніше відомої як C.E.C. (рум. Casa de Economii și Consemnațiuni), а сьогодні — CEC Bank.
Земля була куплена, а будівля побудована за власні кошти установи. Роботи розпочалися 8 червня 1897 року і були завершені у 1900 році. Проект розробив архітектор Поль Готтеро, випускник Національної вищої школи витончених мистецтв у Парижі, а наглядав за будівництвом румунський архітектор Іон Соколеску.
У 2009 році тут відбулося святкування 60-річчя з дня народження кронпринцеси Румунії Маргарити, а в 2015 році — 25-річчя благодійної організації «Благодійний фонд кронпринцеси Маргарити».

## Архітектура
Побудований в еклектичному стилі, палац увінчаний куполом зі скла та металу. Над входом розташована арка, яку підтримують дві пари колон у композитному стилі. Чотири кути прикрашені фронтонами та гербами і завершуються ренесансними куполами.

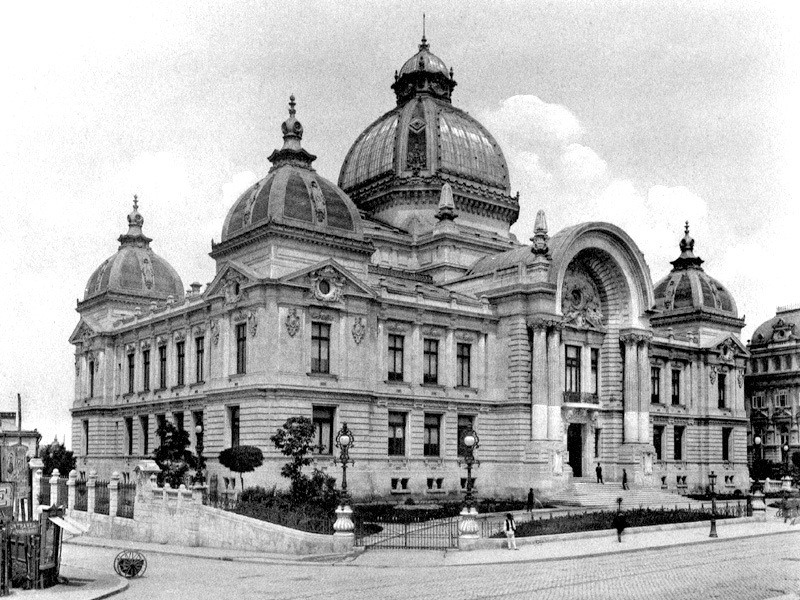
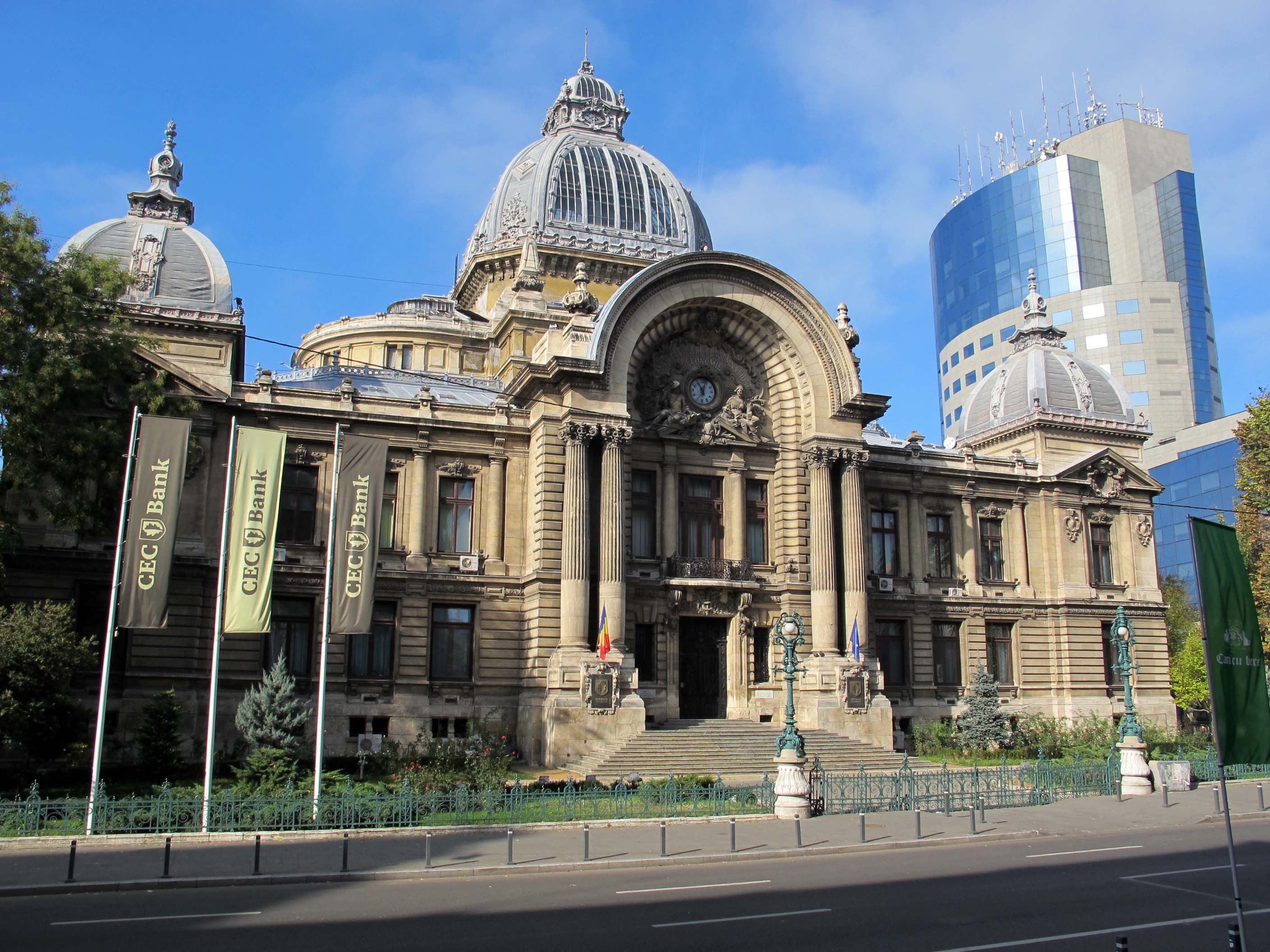
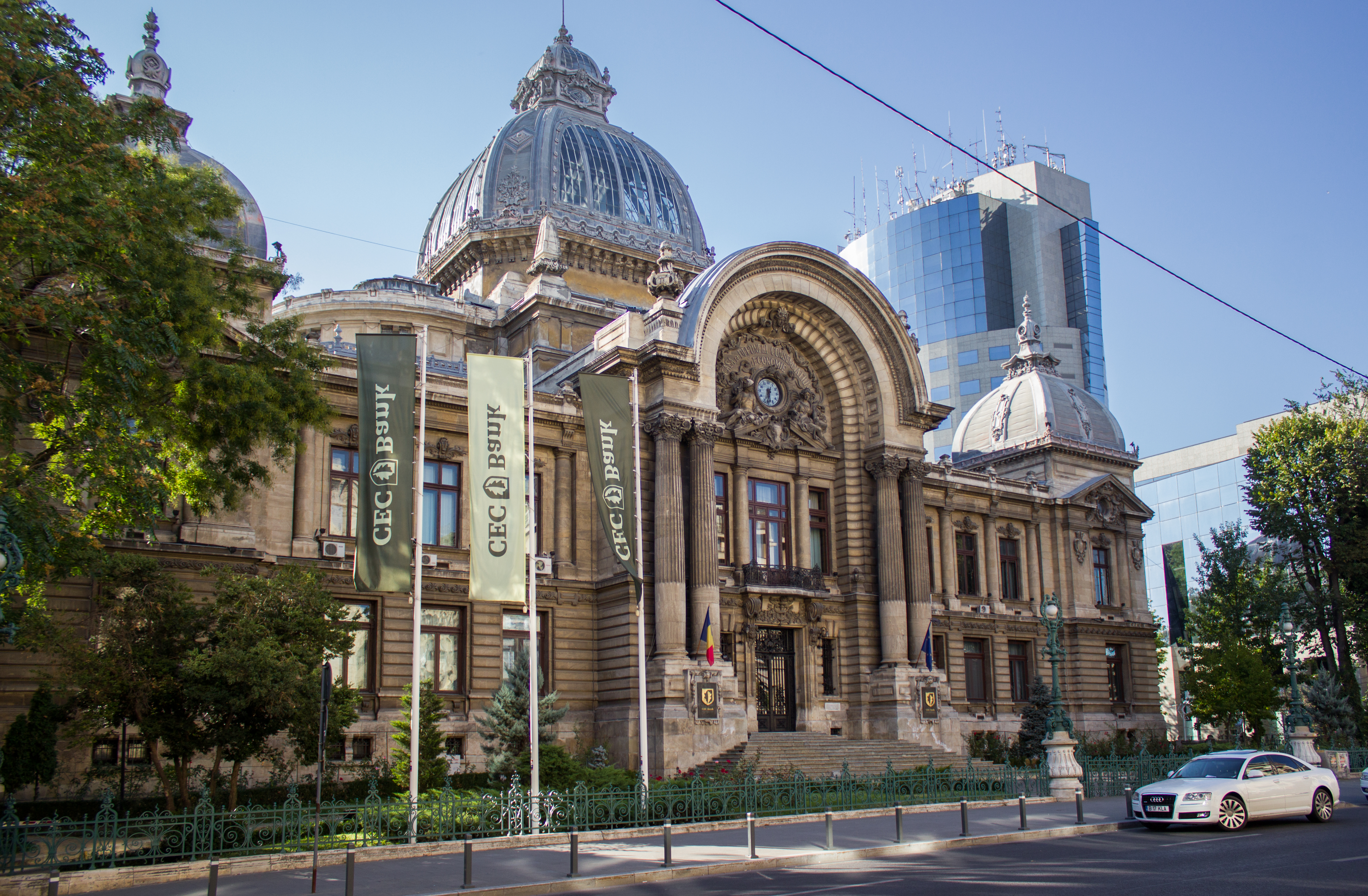